# ガス燈 (映画)
『ガス燈』（ガスとう、英: Gaslight）はパトリック・ハミルトンの1938年の戯曲。

## 概要
本作を原作としたサスペンス映画として、1940年の英国版と1944年の米国版があり、イングリッド・バーグマンがアカデミー主演女優賞を受賞した後者がよく知られている。
オリジナルのロンドン公演のキャストで1939年にBBCでテレビ放送されたことがある。米国では1941年12月に『Angel Street』と改題されてブロードウェイで上演され、3年に渡るロングランとなった（主人公ジャック・マニンガムをヴィンセント・プライス、ラフ刑事をレオ・G・キャロルが演じた）。
この作品（特に1944年の米国版映画）の内容から、1970年代後半以降「ガスライティング」が心理的虐待を表す用語として使われるようになった。

## ストーリー
霧深いロンドンに、ある夫婦が暮らしている。夫に「物忘れや盗癖が目立つ」と指摘された妻は自分がおかしくなったのだと思い込み、不安に苛まれるようになる。しかし、それは夫がそう言い聞かせることで妻を精神的に追い込んでいたからだった。そこにはかつてアリスという裕福な女性が殺害され、宝石が盗まれた事件が関係しており、その犯人はまだ捕まっていなかったという事実があった。

## ガス燈（1940年）
ブリティッシュ・ナショナル・フィルムズの製作で、A・R・ローリンソンとブリジッド・ボランドが脚色、ソロルド・ディキンソンが監督に当たった。

### 日本での公開
第二次世界大戦参戦直前の作品であるため日本では公開されなかった（キネマ旬報には『ガスの灯り』として紹介されているので輸入された可能性はある）。また、1944年にMGMが米国版を製作した際、高評価の本作と比較されないように、この英国版のプリントを市場から一掃しようとした ため、稀少な作品となっているが、現在DVDなどでは1944年版と併せて収録されている。

### キャスト
- ポール・マレン: アントン・ウォルブルック（英語版）
- ベラ・マレン: ダイアナ・ウィンヤード
- B.G.ラフ: フランク・ペッティンゲル（英語版） - 元刑事
- ナンシー: キャスリーン・コーデル（英語版） - 小間使い
- エリザベス: ミニー・レイナー（英語版） - 料理人

### 作品の評価
1944年のハリウッド・リメイク版よりも、イギリスの階級制度の残酷さをさりげなく描いた本作の方を高く評価している評論家は多い。
Rotten Tomatoesによれば、6件の評論の全てが高評価で、平均点は10点満点中7.7点となっている。

## ガス燈（1944年）
メトロ・ゴールドウィン・メイヤーの製作で、ジョン・ヴァン・ドルーテンとウォルター・ライシュ、ジョン・L・ボルダーストンが脚色し、ジョージ・キューカーが監督した。
イングリッド・バーグマンがアカデミー主演女優賞とゴールデングローブ賞 主演女優賞 (ドラマ部門)を受賞している。また、アンジェラ・ランズベリー（撮影当時17歳）の映画デビュー作であり、アカデミー助演女優賞にノミネートされた。

### ストーリー
1875年のロンドン、ソーントン広場での名歌手アリス・アルクィストの葬儀から始まる。絞殺事件だったのだが犯人は分からず、悲しむ姪のポーラ・アルクィストは、悲しみを忘れるために、知人からイタリア留学を説得される。しかしイタリアで作曲家のグレゴリー・アントンと恋をし、声楽には身が入らず、コモ湖へ気分転換に向かうのだが、客車で、ベッシー・スウェイツというミステリー好きの年配の女性から偶然、叔母の殺人事件を聞き、再び不安にかられる。そんなポーラを、コモ湖の駅で待っていたのがグレゴリーであった。ポーラはグレゴリーの希望に従ってロンドンの問題の家に帰って、結婚生活を営むことになる。
新居には、メイドにナンシー・オリヴァー、料理人にエリザベス・トンプキンスを雇うが、隣人にはイタリア旅行の客車で出会ったベッシー・スウェイツが偶然いて、何かと嗅ぎまわっている。暫くして、ポーラは夫から貰ってハンドバックに入れたはずの大切なブローチを無くしたことに気付く。そんな彼女を気にする若い男がいた。彼はブライアン・キャメロンというロンドン警視庁の総監の助手である。少年時代に憧れていた名歌手アリスの殺人事件に非常な関心を持っていたのである。
ポーラはその後も家庭内での紛失が続き、夫のグレゴリーはポーラが自分のしたことを少しも記憶していないといって、彼女を不安にさせる。ポーラは気分転換に夫の止めるのを聞かず、ダルロイ夫妻主催の舞踏会に出席するが、そこでも夫の時計が知らない間にハンドバッグに入っていて、取り乱してしまい退出する。その舞踏会にはポーラと接触を試みたいブライアンも出席していた。
夫のグレゴリーは世間に恥をかいたとポーラに怒り、彼女も精神病で死んだ彼女の母と同じく次第に精神が衰えて死ぬだろうと脅す。ポーラは夫のグレゴリーの言葉を気にしながら一人不安な日を送っていたが、次第に自分の精神状態に自信を失い、夜ごとに薄暗くなるガス燈の光や、天井から聞こえる物音に神経を追い詰められていく。
見回りの警官ウィリアムズはメイドのナンシーと親しくなり、奇怪な夫グレゴリーの様子をブライアンに報告する。ポーラの危険を感じたブライアンは、グレゴリーの外出中を狙って、ウィリアムズにナンシーを連れ出させ、エリザベスの制止を振り切ってポーラを訪ね、部屋のガス燈が暗くなったのを確認したことで、ポーラの信頼を得ると、夫の机をこじ開けて、幻覚と言われた亡き叔母への手紙を発見する。そして筆跡から夫のグレゴリーが書いた物であることを確信する。ブライアンは、ポーラが決して精神に異常をきたしているのではなく、夫のグレゴリーの策略にすぎないこと、また夜ごとに暗くなるガス燈の光や天井から聞こえる足音も、夫のグレゴリーが叔母の遺品が置かれた閉鎖された屋根裏の部屋で、殺害の目的だった宝石を探すためだと推察する。ブライアンはグレゴリーが戻るのを待ち伏せるために家を出て行くが、目的の宝石を見つけたグレゴリーは屋根裏から直接家に戻ってくると、机が荒らされていることに気付き、理由をはっきり応えないポーラに怒りをぶつける。さらにエリザベスも（ブライアンからポーラを守るように言われていたことから敢えて）知らないと応えたためポーラは更に不安になる。そこにブライアンが現れ、グレゴリーを追い詰めると、グレゴリーは天井裏に逃げ込み、それをブライアンは追う。さらにウィリアムズも加わり、格闘の末にグレゴリーは椅子に縛り付けられる。ポーラはグレゴリーと2人きりで話がしたいとブライアンとウィリアムズを外に出す。グレゴリーは甘い言葉をささやき、ポーラに縄を切るように言うが、ポーラは正気をなくしたふりをするなどして、グレゴリーにこれまでの自分への仕打ちに対する恨みをぶつけると、ブライアンにグレゴリーを連行するように言う。別れ際にグレゴリーは宝石に取り憑かれていたことをポーラに告げる。そして、ブライアンとポーラの将来を暗示する様子を目撃したスウェイツ夫人の驚く姿で物語は終わる。

### 登場人物
- ポーラ・アルクィスト・アントン - 絞殺された名歌手アリス・アルクィストの姪。
- グレゴリー・アントン - ポーラの夫、作曲家でピアノ弾き。
- ブライアン・キャメロン - ロンドン警視庁の総監の助手。
- ベッシー・スウェイツ - 近所の老婦人。
- ナンシー・オリヴァー - メイド。
- エリザベス・トンプキンス- 料理人。耳が遠い。
- マエストロ・グアルディ - イタリアの声楽教師。アリスの親友。

### キャスト
| 役名                         | 俳優                     | 日本語吹替                                 | 日本語吹替                             |
| 役名                         | 俳優                     | 東京12ch版                                 | PDDVD版                                |
| ---------------------------- | ------------------------ | ------------------------------------------ | -------------------------------------- |
| ポーラ・アルキスト・アントン | イングリッド・バーグマン | 池田昌子                                   | 日野由利加                             |
| グレゴリー・アントン         | シャルル・ボワイエ       | 納谷悟朗                                   | 仲野裕                                 |
| ブライアン・キャメロン       | ジョゼフ・コットン       | 堀勝之祐                                   | 檀臣幸                                 |
| ベッシー・スウェイツ         | メイ・ウィッティ         | 高村章子                                   | 浅井晴美                               |
| ナンシー・オリヴァー         | アンジェラ・ランズベリー | 芝田清子                                   | 加納千秋                               |
| エリザベス・トンプキンス     | バーバラ・エヴェレスト   | 浅井淑子                                   | 桐山ゆみ                               |
| ウィリアムズ巡査             | トム・スティーブンソン   | 岸野一彦                                   | 遠藤純一                               |
| ダルロイ夫人                 | ヘザー・サッチャー       | 鈴木れい子                                 |                                        |
| ハドレストン刑事部長         | エドモンド・ブレオン     | 増岡弘                                     |                                        |
| 水道屋                       | アレック・クレイグ       | 叶年央                                     |                                        |
| 不明 その他                  |                          |                                            | 田村勝彦 山本勉 大塚智則 橘鈴 松永麻里 |
| 日本語吹替版スタッフ         |                          |                                            |                                        |
| 演出                         | 演出                     | 福永莞爾                                   | 多部博之                               |
| 翻訳                         | 翻訳                     | 佐藤一公                                   | 塩崎裕久                               |
| 効果                         | 効果                     | TFC                                        |                                        |
| 調整                         | 調整                     | 遠西勝三                                   |                                        |
| 制作                         | 制作                     | 東北新社                                   |                                        |
| 解説                         |                          |                                            |                                        |
| 初回放送                     | 初回放送                 | 1978年8月29日 『火曜映画劇場』 21:00-22:54 |                                        |

### 作品の評価

#### 映画批評家によるレビュー
Rotten Tomatoesによれば、32件の評論のうち高評価は88%にあたる28件で、平均点は10点満点中7.8点となっている。

#### 受賞歴
| 映画祭・賞         | 部門               | 候補                                                                                         | 結果       |
| ------------------ | ------------------ | -------------------------------------------------------------------------------------------- | ---------- |
| 第17回アカデミー賞 | 作品賞             |                                                                                              | ノミネート |
| 第17回アカデミー賞 | 主演男優賞         | シャルル・ボワイエ                                                                           | ノミネート |
| 第17回アカデミー賞 | 主演女優賞         | イングリッド・バーグマン                                                                     | 受賞       |
| 第17回アカデミー賞 | 助演女優賞         | アンジェラ・ランズベリー                                                                     | ノミネート |
| 第17回アカデミー賞 | 脚色賞             | ジョン・ヴァン・ドルーテン ウォルター・ライシュ ジョン・L・ボルダーストン                    | ノミネート |
| 第17回アカデミー賞 | 美術監督賞（白黒） | セドリック・ギボンズ ウィリアム・フェラーリ ポール・フルトシンスキー エドウィン・B・ウィリス | 受賞       |
| 第17回アカデミー賞 | 撮影賞（白黒）     | ジョセフ・ルッテンバーグ                                                                     | ノミネート |

## 映像ソフト
DVDは両面1層で、A面に1944年版、B面に1940年版と特典映像（ドキュメンタリー、1944年版のオリジナル劇場予告編など）が収録されている。

## 作品ごとの違い
オリジナルの戯曲と2本の映画でメインとなる登場人物3人の名前が異なっている。
| オリジナル戯曲       | 1940年版           | 1944年版                     |
| -------------------- | ------------------ | ---------------------------- |
| ジャック・マニンガム | ポール・マレン     | グレゴリー・アントン         |
| ベラ・マニンガム     | ベラ・マレン       | ポーラ・アルキスト・アントン |
| ラフ刑事             | B.G.ラフ（元刑事） | ブライアン・キャメロン警部補 |

- 1944年版では殺されたアリスの設定が違う。オリジナル戯曲および1940年版ではただの裕福な女性という設定だが、1944年版では国際的に有名なオペラ歌手であり、ヒロインの伯母（または叔母）で育ての親である。またアリスの名字はオリジナル戯曲および1940年版ではバーロウだが、1944年版ではアルキストになっている。
- 1944年版は開始3分弱、ポーラの歌のレッスンの場面ではドニゼッティのオペラ ランメルモールのルチア 第1部の二重唱 "Verranno a te sull'aure"[注 2]の冒頭が歌われ、ポーラの今後の運命が暗示される。